# Ministerio de Turismo (Israel)
El Ministro de Turismo de Israel (en hebreo: שר התיירות‎, Sar HaTayarut) encabeza el Ministerio de Turismo de Israel un puesto relativamente menor del gabinete israelí. El cargo esta actualmente ocupado por Yariv Levin del Likud.
El cargo fue creado en 1964, siendo Akiva Govrin la primera persona en ocuparlo, pero fue absorbido por el de Industria Comercio y Trabajo entre 1977 y 1981. Ehud Barak fue el único primer ministro que ocupó el cargo siendo jefe de Gobierno, mientras que Moshe Katsav, que fue ministro de Turismo entre 1996 y 1999, posteriormente fue Presidente. Solo en una ocasión hubo viceministro de turismo.

## Ministros de turismo
| Ministro            | Partido                  | Gobierno(s)             | Período                                          |
| ------------------- | ------------------------ | ----------------------- | ------------------------------------------------ |
| Akiva Govrin        | Mapai                    | 12°                     | 22 de diciembre de 1964 – 12 de enero de 1966    |
| Moshe Kol 1         | Liberales Independientes | 13°, 14°, 15°, 16°, 17° | 12 de enero de 1966 – 20 de junio de 1977        |
| Gideon Patt         | Likud                    | 19°                     | 5 de agosto de 1981 – 11 de agosto de 1981       |
| Avraham Sharir      | Likud                    | 19°, 20°, 21°, 22°      | 11 de agosto de 1981 – 22 de diciembre de 1988   |
| Gideon Patt         | Likud                    | 23° , 24°               | 22 de diciembre de 1988 – 13 de julio de 1992    |
| Uzi Baram           | Partido Laborista        | 25°, 26°                | 13 de julio de 1992 – 18 de junio de 1996        |
| Moshe Katsav        | Likud                    | 27°                     | 18 de junio de 1996 – 6 de julio de 1999         |
| Ehud Barak 2        | Israel Aját              | 28°                     | 6 de julio de 1999 – 5 de agosto de 1999         |
| Amnon Lipkin-Shahak | Partido de Centro        | 28°                     | 5 de agosto de 1999- 7 de marzo de 2001          |
| Rehavam Ze'evi 3    | Unión Nacional           | 29°                     | 7 de marzo de 2001 – 17 de octubre de 2001       |
| Binyamin Elon       | Unión Nacional           | 29°                     | 31 de octubre de 2001 – 14 de marzo de 2002      |
| Yitzhak Levy        | Mafdal                   | 29°                     | 18 de septiembre de 2002 – 28 de febrero de 2003 |
| Binyamin Elon 4     | Unión Nacional           | 30°                     | 28 de febrero de 2003 – 6 de junio de 2004       |
| Gideon Ezra 5       | Likud                    | 30°                     | 4 de julio de 2004 – 10 de enero de 2005         |
| Avraham Hirschson   | Kadima                   | 30°                     | 10 de enero de 2005 – 4 de mayo de 2006          |
| Isaac Herzog        | Partido Laborista        | 31°                     | 4 de mayo de 2006 – 21 de marzo de 2007          |
| Yitzhak Aharonovich | Israel Beitenu           | 31°                     | 21 de marzo de 2007 – 16 de enero de 2008        |
| Ruhama Avraham      | Kadima                   | 31°                     | 14 de julio de 2008 – 31 de marzo de 2009        |
| Stas Misezhnikov    | Israel Beitenu           | 32°                     | 31 de marzo de 2009–18 de marzo de 2013          |
| Uzi Landau          | Israel Beitenu           | 33°                     | 18 de marzo de 2013-14 de mayo de 2015           |
| Yariv Levin         | Likud                    | 34°                     | 14 de mayo de 2015–En el cargo                   |

1 Kol dimitió de la Knesset cuando fue nombrado ministro en consonancia con la política del partido político Liberales Independientes.
2 También sirvió como primer ministro.
3 Ze'evi fue asesinado por un terrorista palestino el 17 de octubre de 2001.
4 Elon fue apartado del gabinete después de que la Unión Nacional se negó a apoyar el plan de desconexión de Ariel Sharon. En un intento infructuoso de último momento, para evitar ser desplazado antes de una votación del gabinete sobre el plan, evitando así la recepción de la notificación de su despido, Elon estuvo en un escondite.
5 Ezra fue nombrado inicialmente ministro interino de Turismo, con la puesto hecho permanente el 31 de agosto de 2004.

### Viceministros
| Ministro       | Partido                  | Gobierno(s) | Período                                       |
| -------------- | ------------------------ | ----------- | --------------------------------------------- |
| Yehuda Sha'ari | Liberales Independientes | 15°         | 22 de diciembre de 1969 – 10 de marzo de 1974 |